# Mious
Le fleuve Mious (en ukrainien : Міус ; en russe : Миус) est un cours d'eau d'Ukraine et de Russie, qui se jette dans la mer d'Azov. Il a une longueur de 258 km, et un bassin versant de 6680 km².

## Géographie
Le Mious prend sa source sur le Plateau du Donets, et forme la limite administrative entre les oblasts de Louhansk et de Donetsk, en Ukraine, avant de traverser, en Russie, l'oblast de Rostov, et de rejoindre, par le liman du Mious, le golfe de Taganrog et la mer d'Azov.
Ses principaux affluents sont les rivières Krynka et Gloukha, en rive droite, et Kripenka et Nagolna en rive gauche.

## Histoire
Durant la Grande Guerre Patriotique, les forces armées allemandes ont créé le long du fleuve une ligne fortifiée. Cette ligne sera percée par l'Armée Rouge en août 1943, durant l'Offensive de Donbass.